# San Rafael (Chili)
San Rafael is een gemeente in de Chileense provincie Talca in de regio Maule. San Rafael telde 9.191 inwoners in 2017 en heeft een oppervlakte van 264 km².
- Virtual International Authority File: 192145858244623022562